# Коральникові
Коральникові (Callaeidae) — родина горобцеподібних птахів. Містить 5 видів.

## Поширення
Ендеміки Нової Зеландії. Вид Heteralocha acutirostris вимер на початку XX століття, а вид Callaeas cinereus знаходиться на грані вимирання.

## Опис
Птахи завдовжки 26-38 см з міцними лапами. Оперення, переважно, чорне і сіре. В основі дзьоба є яскраві вирости шкіри червоного, помаранчевого або синього забарвлення. Вирости більші у самців. Крила округлені і дуже слабкі.

## Види
- Рід Коральник (Callaeas)
  - Коральник червонощокий (Callaeas cinereus)
  - Коральник синьощокий (Callaeas wilsoni)
- Рід Гія (Heteralocha)
  - Гія (Heteralocha acutirostris)
- Рід Тіко (Philesturnus)
  - Тіко південний (Philesturnus carunculatus)
  - Тіко північний (Philesturnus rufusater)